# Sopa de nido de golondrina

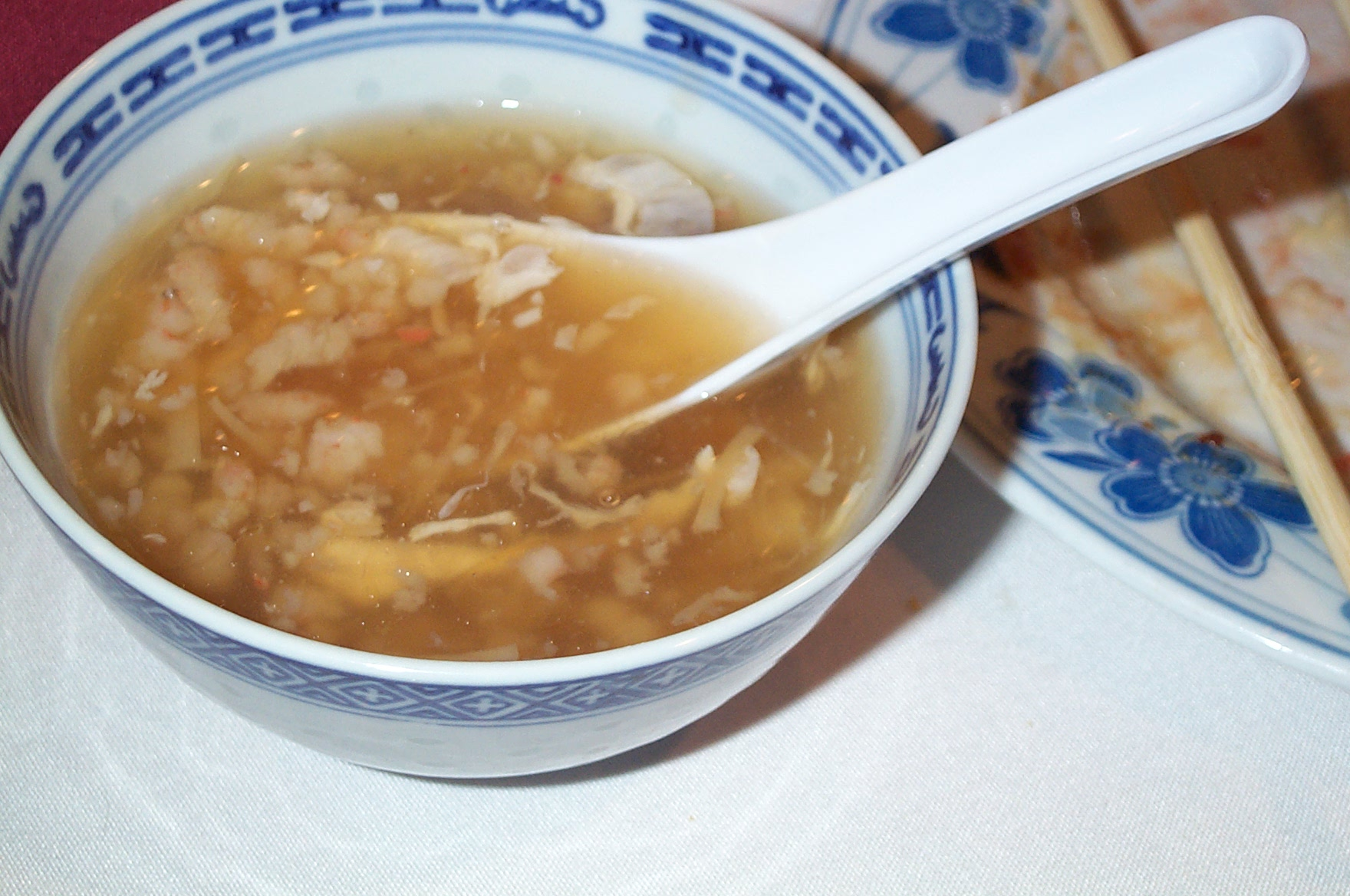
Bol con la sopa nido de golondrina

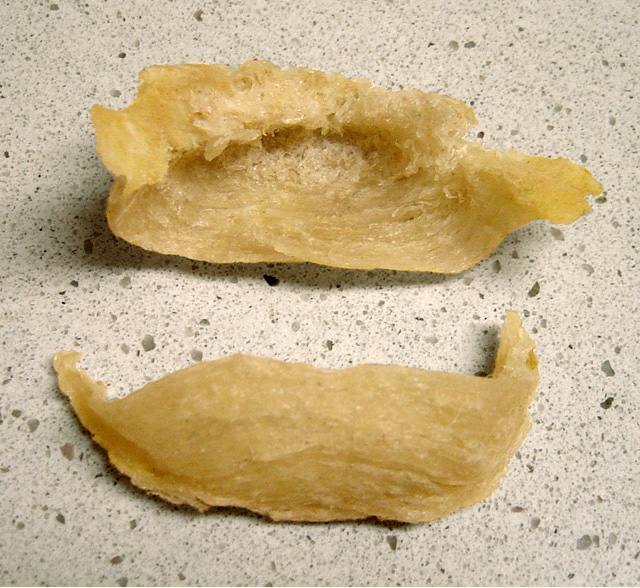
Material del nido con el que se elabora la sopa

La sopa de nido de golondrina o sopa de nido de ave (chino tradicional: 燕窩, chino simplificado: 燕窝, pinyin: yànwō) es una sopa considerada una especialidad en la cocina china. El nombre proviene del nido comestible de unas aves del género Aerodramus, que se utilizan para elaborar este plato. Estos nidos, que las aves hacen con su saliva solidificada, se encuentran entre los productos más caros entre los consumidos por los seres humanos, y se han consumido tradicionalmente en China durante los últimos 400 años, generalmente en forma de sopa.

## Características
El nombre yan wo hace referencia al nido de las salanganas. Cuando el nido del ave se disuelve en agua, se obtiene una textura gelatinosa empleada en las sopas asiáticas o el dulce tong sui. Se hace referencia, no obstante, de forma mayoritaria a jin wo cuando se habla tanto de la sopa dulce como de la salada de la cocina china.
Hoy, debido en parte a lo caro de este plato, se simulan los nidos en la elaboración de la sopa con el empleo de cortezas de cerdo, las cuales tienen una textura similar a los nidos.
En China, existe la creencia de que este plato es afrodisíaco, mejora la voz, alivia el asma y mejora el sistema inmunitario.

## Captura de los nidos
Los nidos más solicitados son los provenientes de dos especies de salanganas, la salangana nidoblanco (Aerodramus fuciphagus) y la salangana nidonegro (Aerodramus maximus), porque en su construcción estas especies utilizan únicamente su saliva y no usan plumas ni materias vegetales como el resto de sus parientes. La sobreexplotación de nidos en las colonias de estas aves las ha puesto en peligro de extinción en muchos lugares.